# Айк (ураган)
Ураганът Айк е 5-ият ураган от атлантическия сезон на ураганите през 2008 г.
Формира се на 1 септември, на около 1600 километра западно от островите Кабо Верде в Атлантическия океан като тропическа депресия с ветрове около 55 км/ч. Ураганът се насочва на запад и на 7 септември връхлита Бахамските острови и островите Търкс и Кайкос като ураган от 4 категория по скалата на Сафир-Симпсън с ветрове над 215 км/ч. Айк отнема живота на над 140 души в САЩ, Куба, Доминиканската република и Хаити.

## История на бурята
6 часа след формирането си Айк увеличава силата си от тропическа депресия до тропическа буря. В периода 2 – 3 септември, тропическата буря се придвижва на запад, като постепенно увеличава скоростта на ветровете си. Късно на 3 септември, на 1200 километра от остров Ангуила, Айк се превръща в ураган от 1 категория по скалата на Сафир-Симпсън. След 3 часа ураганът прераства от първа в трета категория, като увеличава ветровете си от 130 на 185 км/ч. На 4 септември, отново за кратко време, Айк преминава от трета в четвърта категория и достига скорост на постоянните си ветрове от 230 км/ч. В периода 5 – 6 септември, започва до отслабва и от четвърта слиза до втора категория. Късно на 6 септември Айк отново увеличава силата си. За 6 часа прераства от втора в четвърта категория и удря югоизточните Бахамски острови и островите Търкс и Кайкос с ветрове от 215 км/ч. На 7 септември, след като преминава през Бахамите и Търкс и Кайкос като ураган от четвърта категория, Айк отслабва до трета и връхлетява източните части на Куба. Засегнати са също Хаити, Доминиканската република и щата Флорида. Ураганът прекосява Куба от изток на запад, отслабвайки от трета на първа категория и излиза в Мексиканския залив. Топлите води на залива дават още енергия на Айк и той отново прераства във втора категория. С ветрове от 175 км/ч ураганът удря крайбрежието на щата Тексас. След достигането на сушата отслабва до ураган от първа категория, по-късно и до тропическа буря. На 14 септември Айк окончателно отслабва и изчезва.

## Жертви и поражения
| Хаити                  | 74  |
| Доминиканска република | 2   |
| Куба                   | 7   |
| САЩ                    | 113 |
| Общо                   | 196 |

### Търкс и Кайкос
Островите Търкс и Кайкос са засегнати от бушуващия с над 215 км/ч Айк. 80% от къщите на остров Голям Търк биват разрушени. След като ударя островите, ураганът отслабва до трета категория и се насочва към източна Куба. Всички сгради на островите имат някакви повреди, а загубили домовете си са над 750 души.

### Остров Хаити
Въпреки че не преминава директно през Хаити, страната е сериозно засегната от урагана. След като ураганът Хана взема над 500 жертви и разрушава много сгради в Хаити и тропическата буря Фей и ураганът Густав също удрят страната, и Айк се стоварва върху нея. Ураганът предизвиква наводнение в северната част на страната. Последният останал мост в град Гонаивес е срутен, забавяйки значително помощта в района на засегнатия град и предизвиквайки по-големи кризи в доставянето на храна и получаването на хуманитарна помощ. 75 смъртни случая са регистрирани в Хаити, повечето от които в района на град Кабарет, който е унищожен напълно от наводнения и кални свлачища.
Ветровете на Айк предизвикват един смъртен случай в Доминиканската република поради паднало дърво.

### Остров Куба
Айк удари Куба като ураган от трета категория с ветрове от 190 км/ч. Над 1 милион кубинци са евакуирани на 7 септември, съобщават властите. В град Баракоа са наблюдавани 7-метрови вълни. Разрушените къщи в града са над 200. Айк прекосява страната от изток на запад. В западните провинции са евакуирани 1,6 млн. души. Повишаването на нивото на водите и дъждовете водят до сериозно наводнение в западните части. Общо жертвите на Айк в Куба са 7.